# Campeonato Mundial de Atletismo de 2005 - 400 m masculino
A competição dos 400 metros masculino no Campeonato Mundial de Atletismo de 2005 foi realizada no Estádio Olímpico, em Helsinque, na Finlândia, entre os dias 9 a 12 de agosto de 2005.

## Recordes
Antes desta competição, os recordes mundiais e do campeonato nesta prova eram os seguintes:
| Tipo                  | Atleta          | Tempo | Local   | Data                 |
| --------------------- | --------------- | ----- | ------- | -------------------- |
|                       | Michael Johnson | 43,18 | Sevilha | 26 de agosto de 1999 |
| Recorde do campeonato | Michael Johnson | 43,18 | Sevilha | 26 de agosto de 1999 |

## Medalhistas
| Ouro                 | Prata             | Bronze                  |
| Jeremy Wariner (USA) | Andrew Rock (USA) | Tyler Christopher (CAN) |

## Calendário
Todos os horários estão no horário local (UTC+2)
| Data         | Horário | Fase          |
| ------------ | ------- | ------------- |
| 9 de agosto  | 13:50   | Eliminatórias |
| 10 de agosto | 20:15   | Semifinal     |
| 12 de agosto | 21:35   | Final         |

## Resultados

### Eliminatórias
Qualificação: Os 2 primeiros de cada bateria (Q) e os 10 melhores tempos (q) avançam para as semifinais.
Bateria 1
| Pos. | Atleta                             | Nacionalidade | Tempo | Notas |
| ---- | ---------------------------------- | ------------- | ----- | ----- |
| 1    | Timothy Benjamin                   | Grã-Bretanha  | 44.45 | Q     |
| 2    | Brandon Simpson                    | Jamaica       | 44.98 | Q     |
| 3    | James Godday                       | Nigéria       | 45.30 | q     |
| 4    | California Molefe                  | Botswana      | 45.34 | q,    |
| 5    | Pierre Lavanchy                    | Suíça         | 45.79 | q     |
| 6    | Željko Vincek                      | Croácia       | 46.03 |       |
| 7    | Abdesalem Khalifeh Bajes Al-Hajjaj | Jordânia      | 48.89 |       |
| 8    | Florent Battistel                  | Mónaco        | 50.54 |       |

Bateria 2
| Pos. | Atleta                  | Nacionalidade      | Tempo | Notas                |
| ---- | ----------------------- | ------------------ | ----- | -------------------- |
| 1    | Jeremy Wariner          | Estados Unidos     | 45.24 | Q                    |
| 2    | Robert Tobin            | Grã-Bretanha       | 45.41 | Q                    |
| 3    | Young Talkmore Nyongani | Zimbabwe           | 45.55 | q                    |
| 4    | Hamdan Odha Al-Bishi    | Arábia Saudita     | 45.88 | q                    |
| 5    | Cédric Van Branteghem   | Bélgica            | 46.42 |                      |
| 6    | Alejandro Cárdenas      | México             | 46.72 | Recorde da temporada |
| 7    | Isaac Yaya              | Polinésia Francesa | 48.75 |                      |

Bateria 3
| Pos. | Atleta                | Nacionalidade        | Tempo | Notas |
| ---- | --------------------- | -------------------- | ----- | ----- |
| 1    | John Steffensen       | Austrália            | 45.62 | Q     |
| 2    | Tyler Christopher     | Canadá               | 45.66 | Q     |
| 3    | Arismendy Peguero     | República Dominicana | 45.80 | q     |
| 4    | Éric Milazar          | Ilhas Maurícias      | 45.91 |       |
| 5    | Andrae Williams       | Bahamas              | 46.49 |       |
| 6    | Simon Kirch           | Alemanha             | 47.45 |       |
| 7    | Saeed Al-Adhreai      | Iêmen                | 49.74 |       |
|      | Tawhid Tawhidul Islam | Bangladesh           |       | DSQ   |

Bateria 4
| Pos. | Atleta                    | Nacionalidade  | Tempo | Notas |
| ---- | ------------------------- | -------------- | ----- | ----- |
| 1    | Andrew Rock               | Estados Unidos | 44.98 | Q     |
| 2    | Chris Brown               | Bahamas        | 45.20 | Q     |
| 3    | Andrea Barberi            | Itália         | 45.70 | q     |
| 4    | Sofiane Labidi            | Tunísia        | 45.71 | q     |
| 5    | Mitsuhiro Sato            | Japão          | 45.78 | q     |
| 6    | Anderson Jorge dos Santos | Brasil         | 46.32 |       |
| 7    | Chung Chen-Kang           | Taipé Chinesa  | 47.85 |       |
| 8    | Glauco Martini            | San Marino     | 51.48 |       |

Bateria 5
| Pos. | Atleta             | Nacionalidade        | Tempo | Notas |
| ---- | ------------------ | -------------------- | ----- | ----- |
| 1    | Michael Blackwood  | Jamaica              | 45.58 | Q     |
| 2    | Carlos Santa       | República Dominicana | 45.63 | Q     |
| 3    | Alleyne Francique  | Granada              | 45.77 | q     |
| 4    | Marcin Marciniszyn | Polónia              | 45.97 |       |
| 5    | Damion Barry       | Trinidad e Tobago    | 46.20 |       |
| 6    | Nery Brenes        | Costa Rica           | 47.11 |       |
| 7    | Ibrahim Ahmadov    | Azerbaijão           | 48.51 |       |

Bateria 6
| Pos. | Atleta               | Nacionalidade                  | Tempo | Notas |
| ---- | -------------------- | ------------------------------ | ----- | ----- |
| 1    | Gary Kikaya          | República Democrática do Congo | 45.88 | Q     |
| 2    | Lansford Spence      | Jamaica                        | 46.21 | Q     |
| 3    | Ofentse Mogawane     | África do Sul                  | 46.80 |       |
| 4    | Wilan Louis          | Barbados                       | 46.93 |       |
| 5    | Prasanna Amarasekara | Sri Lanka                      | 47.11 |       |
| 6    | Chris Meke Walasi    | Ilhas Salomão                  | 49.47 |       |
|      | Saul Welgopwa        | Nigéria                        |       | DSQ   |
|      | Boubou Gandéga       | Mauritânia                     |       | DSQ   |

Bateria 7
| Pos. | Atleta                | Nacionalidade     | Tempo | Notas |
| ---- | --------------------- | ----------------- | ----- | ----- |
| 1    | Darold Williamson     | Estados Unidos    | 45.97 | Q     |
| 2    | Nagmeldin Ali Abubakr | Sudão             | 46.02 | Q     |
| 3    | Malachi Davis         | Grã-Bretanha      | 46.14 |       |
| 4    | Ato Stephens          | Trinidad e Tobago | 46.28 |       |
| 5    | Leslie Djhone         | França            | 46.57 |       |
| 6    | Chris Lloyd           | Dominica          | 47.13 |       |
| 7    | Moses Kamut           | Vanuatu           | 48.63 |       |

### Semifinal
Qualificação: Os 2 primeiros de cada bateria (Q) e os 2 melhores tempos (q) avançam para as finais.
Bateria 1
| Pos. | Atleta               | Nacionalidade        | Tempo | Notas |
| ---- | -------------------- | -------------------- | ----- | ----- |
| 1    | Brandon Simpson      | Jamaica              | 45.53 | Q     |
| 2    | Andrew Rock          | Estados Unidos       | 45.78 | Q     |
| 3    | John Steffensen      | Austrália            | 46.06 | q     |
| 4    | Carlos Santa         | República Dominicana | 46.07 |       |
| 5    | Alleyne Francique    | Granada              | 46.59 |       |
| 6    | James Godday         | Nigéria              | 46.62 |       |
| 7    | Hamdan Odha Al-Bishi | Arábia Saudita       | 46.80 |       |
| 8    | Andrea Barberi       | Itália               | 47.10 |       |

Bateria 2
| Pos. | Atleta                | Nacionalidade                  | Tempo | Notas |
| ---- | --------------------- | ------------------------------ | ----- | ----- |
| 1    | Tyler Christopher     | Canadá                         | 45.47 | Q     |
| 2    | Darold Williamson     | Estados Unidos                 | 45.65 | Q     |
| 3    | Timothy Benjamin      | Grã-Bretanha                   | 45.66 | q     |
| 4    | Arismendy Peguero     | República Dominicana           | 46.08 |       |
| 5    | Gary Kikaya           | República Democrática do Congo | 46.15 |       |
| 6    | Nagmeldin Ali Abubakr | Sudão                          | 46.67 |       |
| 7    | Lansford Spence       | Jamaica                        | 47.20 |       |
|      | Sofiane Labidi        | Tunísia                        |       | DNF   |

Bateria 3
| Pos. | Atleta                  | Nacionalidade  | Tempo | Notas |
| ---- | ----------------------- | -------------- | ----- | ----- |
| 1    | Jeremy Wariner          | Estados Unidos | 45.65 | Q     |
| 2    | Chris Brown             | Bahamas        | 45.67 | Q     |
| 3    | Michael Blackwood       | Jamaica        | 46.25 |       |
| 4    | Robert Tobin            | Grã-Bretanha   | 46.69 |       |
| 5    | Pierre Lavanchy         | Suíça          | 47.19 |       |
| 6    | Young Talkmore Nyongani | Zimbabwe       | 47.20 |       |
| 7    | California Molefe       | Botswana       | 47.26 |       |
| 8    | Mitsuhiro Sato          | Japão          | 48.55 |       |

### Final
A final ocorreu dia 12 de agosto às 21:35.
| Pos.              | Atleta            | Nacionalidade  | Tempo | Notas               |
| ----------------- | ----------------- | -------------- | ----- | ------------------- |
| Medalha de ouro   | Jeremy Wariner    | Estados Unidos | 43.93 | Melhor marca do ano |
| Medalha de prata  | Andrew Rock       | Estados Unidos | 44.35 |                     |
| Medalha de bronze | Tyler Christopher | Canadá         | 44.44 | Recorde nacional    |
| 4                 | Chris Brown       | Bahamas        | 44.48 |                     |
| 5                 | Timothy Benjamin  | Grã-Bretanha   | 44.93 |                     |
| 6                 | Brandon Simpson   | Jamaica        | 45.01 |                     |
| 7                 | Darold Williamson | Estados Unidos | 45.12 |                     |
| 8                 | John Steffensen   | Austrália      | 45.46 |                     |

Legenda
| Recorde mundial       | Recorde mundial (World record)               |                       | Recorde africano                      | Recorde africano (African) |                                           | Q | Classificado por posição (Qualified) |
| Recorde do campeonato | Recorde do campeonato (Championship record)  | Recorde da América    | Recorde da América (Americas)         | q                          | Classificado por melhor tempo (Qualified) |   |                                      |
| Melhor marca do ano   | Melhor marca do ano (World leading)          | Recorde asiático      | Recorde asiático (Asian)              | DNS                        | Não largou (Did not start)                |   |                                      |
| Recorde nacional      | Recorde nacional (National record)           | Recorde europeu       | Recorde europeu (European)            | DNF                        | Não terminou (Did not finish)             |   |                                      |
| Recorde pessoal       | Recorde pessoal do atleta (Personal best)    | Recorde da Oceania    | Recorde da Oceania (Oceania)          | DSQ / DQ                   | Desclassificado (Disqualified)            |   |                                      |
| Recorde da temporada  | Recorde da temporada do atleta (Season best) | Recorde sul-americano | Recorde sul-americano (South America) | NM                         | Sem marca (No mark)                       |   |                                      |